# José Arce
José Arce (Lobería, Buenos Aires, 15 de octubre de 1881 - Buenos Aires, 27 de julio de 1968) fue un médico, diputado y diplomático argentino.

## Vida personal
Su padre poseía un importante establecimiento agropecuario en Lobería. Estuvo casado con María Castro Escalada con la que tuvo una única hija, cuyo fallecimiento a los 13 años determinó la disolución de su matrimonio. Fue entonces que Arce hizo construir otra casa en la calle Vicente López 2220 de Buenos Aires, donde pasó a residir; en ella instaló un órgano, instrumento del cual Arce era un discreto ejecutante. La casa fue posteriormente donada a la Universidad de Buenos Aires y destinada al Museo Julio Argentino Roca.

## Actividad docente y profesional
El 6 de junio de 1903 se graduó de médico con Medalla de Oro de su promoción y a continuación se desempeñó en diversos cargos, como médico agregado, Jefe de Cirugía de Hombres, Jefe de Cirugía de Mujeres, cirujano adscripto, Jefe de Cirugía General y, finalmente, como Director del Instituto de Clínica Quirúrgica del Hospital de Clínicas. Entre 1911 y 1912 presidió la Asociación Médica Argentina y durante ese período se formó en la entidad una comisión que dictaminó favorablemente una proposición para que se incluyese la poliomielitis aguda entre las enfermedades de declaración obligatoria, por lo que se remitió el pedido a las autoridades. Participó activamente en la Reforma Universitaria en 1918 y en 1921 fundó la primera Escuela de Especialistas de Anestesia, en la cual ese año dictó un curso “Anestesia al alcance del médico práctico” para 30 médicos y fue la primera oportunidad en que la Facultad de Medicina otorgó un diploma de perfeccionamiento en anestesia, en el cual se enseñó el manejo del aparato ideado por Louis Ombrédanne que lleva el nombre del mismo. Fue designado Rector de la Universidad de Buenos Aires para el período del 1 de marzo de 1922 al 1 de marzo de 1926. En 1923 inauguró el Instituto de Clínica Quirúrgica en el Hospital de Clínicas, en 1928 y en 1935 fue Relator del Congreso Argentino de Cirugía.  En la Facultad de Medicina fue Consejero en tres oportunidades, Decano interino en 1918 y Decano entre 1935 y 1940, además de profesor de Anatomía Descriptiva, dictando clases en reemplazo de su respetado profesor Juan José Naón, de Clínica Quirúrgica y luego, de Cirugía Torácica. Fue Miembro de la Academia de Medicina de París.
En 1921, 1924, 1932 y 1933 Arce viajó a Europa y visitó los principales centros de salud de la época. Con el mismo propósito visitó Estados Unidos en 1922 e hizo varios viajes a Brasil, Chile, Cuba y Uruguay.

## Actividad política y diplomática
Fue elegido diputado nacional por el Partido Conservador por la Provincia de Buenos Aires los períodos 1916 a 1920, 1924 a 1928 y 1934 a 1938 y ejerció la presidencia de la misma. En 1926 retomó un viejo proyecto de construcción de un Policlínico donde impartir la enseñanza de la Medicina presentado por el doctor Eliseo Cantón en 1906 que si bien había sido sancionado como Ley N° 6.026 no se había concretado por lo que debía ser totalmente reformulado y logró que en la Ley de Presupuesto N° 11.333 se incluyese el artículo 6° asignando “las fincas del policlínico” a la construcción de todos los institutos clínicos y no clínicos que requiera la Facultad de Medicina. La obra recién se inició, gracias a nuevas gestiones de Arce, en marzo de 1937
Inició su carrera diplomática cuando en 1945 fue designado embajador en China, país al que llegó tras una viaje por barco de cuatro meses y medio –que relató en el libro De Buenos Aires a Shanghái-, pero tras un corto período fue nombrado como el primer Jefe de la Delegación Argentina ante la Organización de las Naciones Unidas, cargo que ocupó desde el 21 de julio de 1946 hasta el 31 de diciembre de 1949. En esa época difícil en la ONU, cuya organización todavía no consolidada atravesaba el clima de postguerra, su actuación evidenció la experiencia de su práctica parlamentaria, su sagacidad para la interpretación de los reglamentos, su capacidad en la exposición y defensa de sus puntos de vista jurídicos y políticos; orador beligerante, se diferenció por las posiciones originales y firmes que mantuvo. Opuesto a la ofensiva mundial de predominio político e ideológico de la Unión Soviética y, en especial, a su expansión geográfica, fue crítico de las concesiones hechas por las potencias occidentales en los acuerdos de Yalta y de la actitud de Franklin Delano Roosevelt en particular.
Entre sus actuaciones más destacadas se encuentra su  apasionada oposición en las sesiones de 1947 a la facultad de veto de las grandes potencias y su propuesta de modificar la Carta orgánica para limitarlo o suprimirlo. También planteó lo que se denomina Doctrina Argentina respecto a la admisión de nuevos miembros y obtuvo que se requiriera la opinión de la Corte Internacional de Justicia sobre el tema. Respecto del desarme expuso con vehemencia la posición del país, que fue incluido en la comisión redactora del documento final.
Propulsó la creación de la Administración Postal de las Naciones Unidas; obtuvo que al tratarse en la Asamblea General el tema de la discriminación racial en la Unión Sudafricana se lo derivara a la Corte Internacional de Justicia, para no crear lo que consideraba un precedente de intervención peligroso para los países con menor potencial. Esto contribuyó a sentar el precedente de requerir la opinión jurídica de la Corte en aquellos proyectos “que susciten dudas con relación a las competencias de la Organización”. Llevó adelante, superando la oposición de los países comunistas,  el proyecto que disminuyó las sanciones e imposiciones de guerra a Italia en su Tratado de Paz.
En los meses de noviembre de 1948 y de 1949 fue Presidente del Consejo de Seguridad.

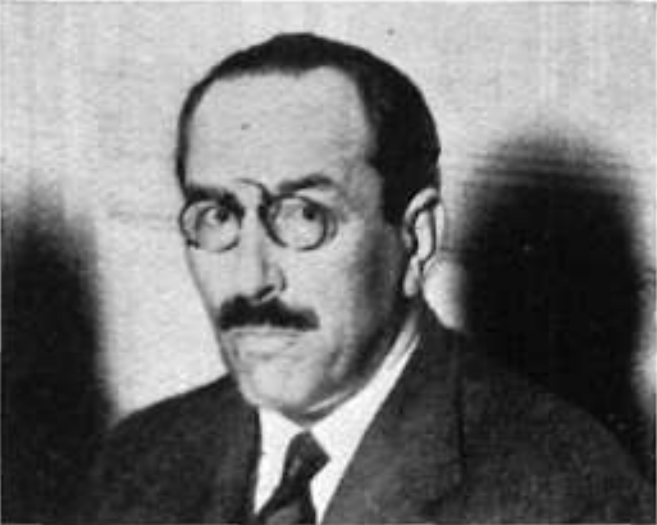
José Arce en su época de delegado por la provincia de La Rioja. Foto publicada por la revista "Caras y Caretas" en 1931.

### La cuestión española
Arce tuvo una importante intervención en la llamada Cuestión española, esto es el tratamiento en la ONU de la situación de España. El 12 de diciembre de 1946 la Asamblea General adoptó la Resolución 39, mediante la cual se excluía al gobierno español de organismos internacionales y conferencias establecidas por las Naciones Unidas y recomendaba al Consejo de Seguridad tomar las medidas necesarias si en un "tiempo razonable" no se establecía un nuevo gobierno cuya autoridad emanara del consentimiento de los gobernados. Así mismo, la resolución recomendó la retirada inmediata de los embajadores y ministros plenipotenciarios acreditados ante el gobierno de España. La resolución fue aprobada con 34 votos a favor, 6 votos en contra de Argentina, Costa Rica, Ecuador, El Salvador, Perú y República Dominicana, 13 abstenciones y una ausencia.
Arce hizo una vigorosa oposición a esa resolución y Argentina no rompió relaciones con España. Cuando 17 de noviembre del año siguiente la misma Asamblea trata la “reafirmación” de las sanciones, no se reúne la mayoría suficiente para aprobarla ni tampoco la consigue un proyecto de Brasil, Bolivia, Colombia y Perú que las atenuaba. El rechazo de ambos proyectos dejó una situación incierta que se resolvió en forma definitiva al derogarse las sanciones en 1950.
Renunció al cargo diplomático por desinteligencias y disconformidad con el gobierno nacional y vivió en Madrid primero y Nueva York, después, regresando en 1956 después del derrocamiento del presidente Perón. Durante esos años en el extranjero escribió una suerte de autobiografía en 13 tomos titulada Autorecopilación de hechos y comentarios, y varios trabajos sobre temas políticos nacionales e internacionales, entre los que se destaca Nuevas bases y principios para la reorganización política de la República Argentina donde, entre otras cosas, preconiza la nulidad de la reforma Constitucional de 1949.
De vuelta a su país retomó su actividad profesional y todavía continuó haciendo operaciones quirúrgicas en el Hospital Fernández de Buenos Aires hasta el año anterior a su muerte, ocurrida el 27 de julio de 1968.

## Reconocimientos
En su homenaje llevan su nombre una calle de Madrid y otra de Palma de Mallorca.
Entre sus condecoraciones recibió la de la Legión de Honor de Francia y la Gran Cruz de Isabel la Católica de España.